# Dalí d'esquena pintant Gala d'esquena eternitzada per sis còrnies virtuals provisionalment reflectides a sis miralls vertaders
Dalí d'esquena pintant Gala d'esquena eternitzada per sis còrnies virtuals provisionalment reflectides a sis miralls vertaders és una pintura a l'oli sobre tela de Salvador Dalí dipositada al Teatre-Museu Dalí (Figueres, l'Alt Empordà), la qual fou pintada durant els anys 1972-1973.

## Context històric i artístic
El 1948 Dalí s'instal·là definitivament a la cala de Portlligat, al terme de Cadaqués, paisatge que des dels anys vint constituïa el fons més autèntic de la seua pintura. Ha estat l'únic artista surrealista que, contra el caràcter revolucionari del moviment, ha manifestat la seua veneració personal pels diners, la monarquia i la religió. Admirador del general Franco fins al final de la seua vida, va esdevenir el pintor d'avantguarda oficial del règim franquista. Moltes de les seues obres d'aquest període pretenien una inspiració mística i hi destaquen La Madona de Portlligat (1949) i El Crist de Sant Joan de la Creu (1951). A partir del 1970 es dedicà sobretot al muntatge del Teatre-Museu Dalí, inaugurat el 1974 i construït aprofitant les restes del teatre de Figueres que s'havia incendiat. Es tracta d'un veritable espectacle, concebut i dissenyat pel mateix pintor, per tal d'oferir al visitant l'oportunitat d'endinsar-se en el seu món.

## Descripció

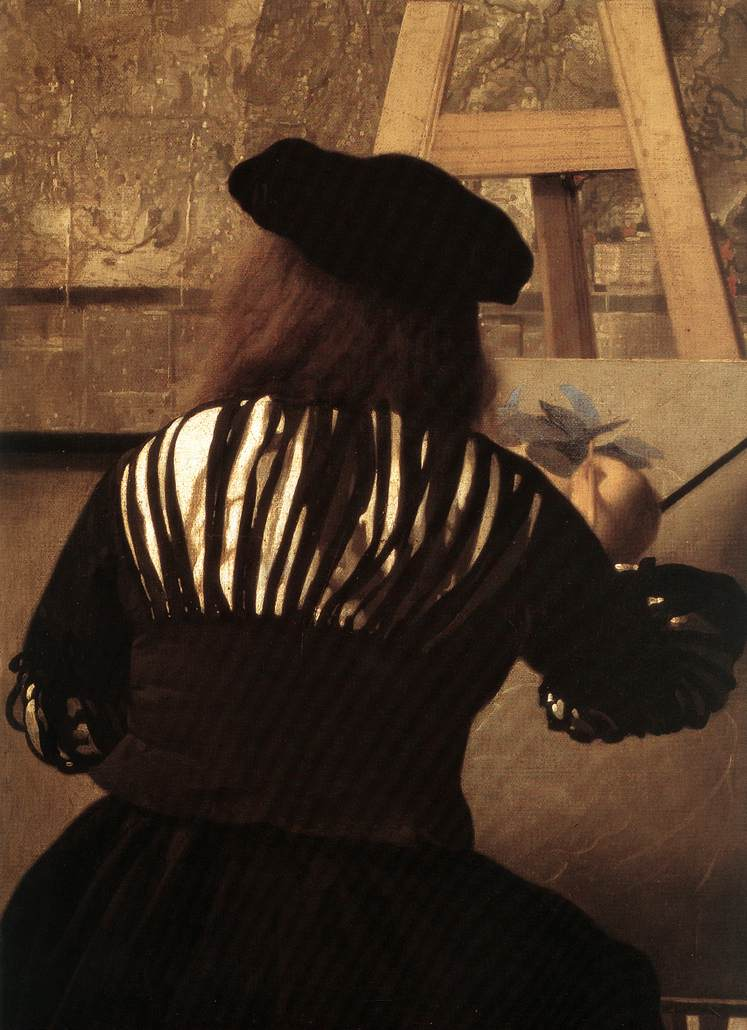
Detall dAl·legoria de la pintura que mostra Vermeer davant del seu cavallet utilitzant un bastó de pintor.

Aquest quadre de 60,5 × 60,5 cm, a banda del llarg títol típicament dalinià, és un homenatge al cèlebre quadre de Vermeer El taller de l'artista (al Museu d'Història de l'Art de Viena), en què la utilització de dos miralls, no representats en el quadre, permet al pintor retratar-se d'esquena. L'obra de Dalí és més complicada, perquè hi fa aparèixer un dels miralls, cosa que permet retratar de cara i d'esquena tant el pintor com la model.